# Ranchería las Rosas
Ranchería las Rosas  är en ort i kommunen San José del Rincón i delstaten Mexiko i Mexiko. Samhället hade 261 invånare vid folkräkningen 2020.